# Галлакор-Автомобілчі
Футбольний клуб «Галлакор-Автомобілчі» (Галляарал) або просто «Галлакор-Автомобілчі» — професійний узбецький футбольний клуб з міста Галляарал Джиззацької області.

## Попередні назви
- 2003—2008 — «Галлакор»
- 2009—2010 — «Динамо-Галлакор»
- з 2011 — «Галлакор-Автомобілчі»

## Історія
Футбольний клуб «Галлакор» було створено в 2003 році в місті Галляарал Джиззацької області. Вже у своєму дебютному сезоні у Другій лізі команда перемагає в турнірі та здобуває путівку до Першої ліги. З 2004 року виступає у Першій лізі Узбекистану.

## Досягнення
- Перша ліга Узбекистану
  - 7-ме місце (2): 2005, 2006

- Друга ліга Узбекистану
  -  Чемпіон (1): 2003